# Црква Светог Илије у Меховинама
Црква Светог Илије у Меховинама је под заштитом Завода за заштиту споменика културе Ваљево. С обзиром да представља значајну историјску грађевину, проглашена је непокретним културним добром Републике Србије.

## Историја
Црква Светог Илије у Меховинама је подигнута 1873. године у класицистичком духу као једнобродна, триконхална грађевина са олтарском апсидом на истоку, бочним певничким просторима, наосом и припратом са звоником на западној страни. Фасаде су рашчлањене плитким пиластрима који повезује фриз слепих аркада испод кровног венца. Западни улаз у храм, као и они на северној и јужној страни, наглашавају ступци који носе забатни кров. Градња цркве је била поверена „предузимачу Таси из Турске”, а на дан њеног освештавања је опасана платном. На иконостасној конструкцији из 1934. године се налазе царске двери из прве половине 19. века, крст Распећа и иконе Богородице и Јована Богослова који је насликао Михаило Константиновић 1827. као и престоне иконе из 1873. које су рад Симеона Тада Ђорђевића. Испред иконостаса су надгробне плоче јереја Марка Протића и Григорија Марковића из 1853. године. У североисточном делу порте је сачувана Часна трпеза из 1818. године која је припадала претходној цркви – брвнари. У северозападном делу порте су поређани споменици погинулих у Балканским ратовима и Првом светском рату и међу њима споменик из 1757. године. Црква има богату ризницу у којој чува плаштаницу из 1827. коју је осликао Јања Молер, сребрни кивот са честицама моштију светитеља из 1831, престоне иконе Христа Пантократора и Богородице са Христом настале почетком 19. века и старе црквене књиге.